# A Date with Judy
A Date with Judy (en Hispanoamérica, Así son ellas o Así son las mujeres) es una película musical estadounidense de 1948, dirigida por Richard Thorpe. La película se basa en el programa de radio homónimo que permaneció en antena entre 1941 y 1950.

## Argumento
En Santa Bárbara, California, Judy Foster (Jane Powell) y sus amigos de la escuela secundaria están ensayando para un espectáculo, pero la directora de la espectáculo, Carol Pringle (Elizabeth Taylor), piensan que las canciones son muy juvenil. En el show, la Orquesta de Xavier Cugat sería la atracción principal. El hermano de Carol y novio de Judy dice que no quiere llevarla al baile de graduación. Decepcionado ella va a la  Popïs Soda Fountain, dónde conoce al sobrino de Pop, Stephen I. Andrews (Robert Stack), del quese enamora. Él promete llevarla al baile de graduación. Durante el baile, Stephen encuentra Carol, que es la chica más hermosa en Santa Bárbara. Carol insiste en que su hermano reanudar la relación sexual con Judy para mantenerse con Stephen. Carol insiste en que su hermano vuelta su relación con Judy para poder quedarse con Stephen.
Mientras tanto, Rosita Conchellas (Carmen Miranda) intenta enseñar rumba al padre de Carol, Melvin Foster (Wallace Beery). Cuando Judy encuentra una salida oculta en el consultorio de Melvin, ella piensa que él está teniendo un romance y trata de salvar el matrimonio de los padres. Después de varios malentendidos, Judy reanuda su relación con el hermano de Carol que, a su vez, está enamorada de Stephen. Rosita Conchellas estaba comprometida con Xavier Cugat y las relaciones con Melvin se explican.

## Producción
A Date with Judy está basado en un programa de radio transmitido de 1941-1949 en la red NBC, y entre 1949-1950 por la cadena ABC. El personaje "Judy Foster" fue interpretado en la radio por Dellie Ellis, Louise Erickson y Ann Gillis. El actor Thomas E. Breen fue originalmente programado para ser la coestrella en la película con Jane Powell y Leslie Kardos elegido para la dirección.
Selena Royle sustituyó a Mary Astor en el reparto, quien se retiró de la película debido a un problema de salud. La biografía del director Vincente Minnelli observa que un número musical titulado "Mulligatawny" que fue creado por Stanley Donen, fue eliminado de la película en el montaje final. La actriz Patricia Crowley interpretó a "Judy Foster" en la serie de televisión A Date with Judy, transmitida por la cadena ABC de 1951-53.

## Reparto

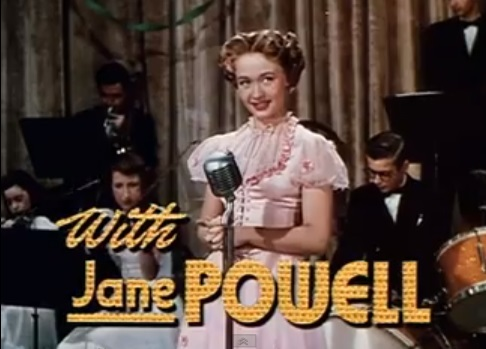
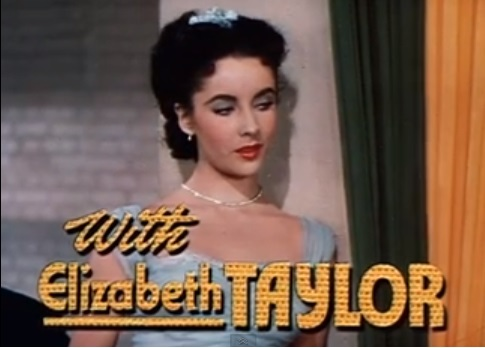
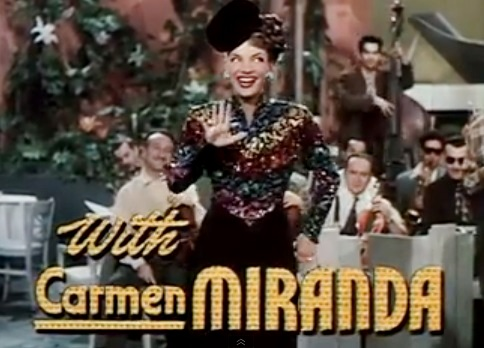
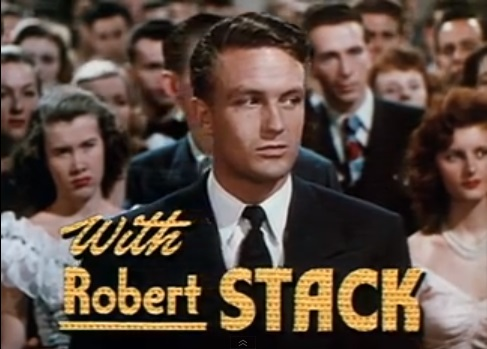
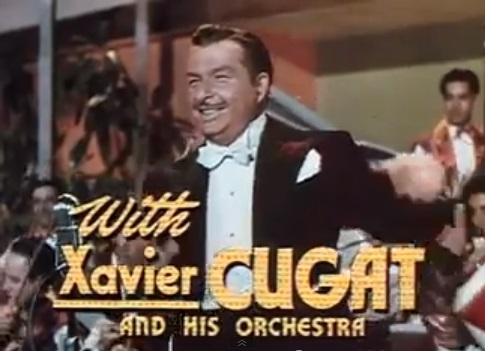

| Actor            | Personaje             |
| ---------------- | --------------------- |
| Wallace Beery    | Melvin R. Foster      |
| Jane Powell      | Judy Foster           |
| Elizabeth Taylor | Carol Pringle         |
| Carmen Miranda   | Rosita Conchellas     |
| Xavier Cugat     | Él mismo              |
| Robert Stack     | Stephen Andrews       |
| Scotty Beckett   | Ogden "Oogie" Pringle |
| Selena Royle     | Senhora Foster        |
| Leon Ames        | Lucien T. Pringle     |
| Lloyd Corrigan   | "Pop" Sam Scully      |

## Números musicales
| Título                         | Intérprete                                  |
| ------------------------------ | ------------------------------------------- |
| Judaline                       | Jane Powell, Scotty Beckett y Cuarteto      |
| Its a Most Unusual Day         | Jane Powell                                 |
| I'm Strictly on the Corny Side | Jane Powell y Scotty Beckett                |
| Love Is Where You Find It      | Jane Powell                                 |
| Its a Most Unusual Day         | Elizabeth Taylor                            |
| Swing Low, Sweet Chariot       | Lillian Yarbo                               |
| Smiling Through The Years      | Jane Powell y George Cleveland              |
| Love Is Where You Find It      | Jane Powell                                 |
| Home Sweet Home                | Jane Powell, Jerry Hunter y Selena Royle    |
| Judaline (Reprise)             | Scotty Beckett y Cuarteto                   |
| Cooking With Gas               | Carmen Miranda y Xavier Cugat y su Orquesta |
| Marguerita                     | Xavier Cugat y su Orquesta                  |
| Cuanto La Gusta                | Carmen Miranda y Xavier Cugat y su Orquesta |
| Its a Most Unusual Day         | Todo el elenco                              |

## Lanzamiento
La película se estrenó el 29 de julio de 1948, y fue lanzado oficialmente en los cines el 5 de agosto en la ciudad de Nueva York. Según los registros de la MGM, la película costó US $1,300,000, y obtuvo US $3,431,000 solamente en los Estados Unidos y Canadá y otros US $1,115,000 en todo el mundo.

### Recepción de la crítica
Para Andrea Passafiume de Turner Classic Movies, "A Date With Judy" fue una oportunidad para Elizabeth Taylor de construir una imagen totalmente nueva, diferente de Jane Powell, que siempre desempeñó papeles de chica buena. El papel de la mala chica Carol en la película dio la Elizabeth la oportunidad de mostrar al mundo que ya no era más una niña, sino una mujer joven y bella. Un contraste directo con la salubridad de Powell, la personaje de Taylor era más madura, y el vestuario y el maquillaje ayudó estratégicamente a aumentar su sensualidad. Los números musicales en la película incluyen el popular  "It's a Most Unusual Day" y "Judaline". Sin embargo, es la "bomba brasileña" Carmen Miranda que casi roba la escena en un papel secundario como la profesora de rumba, Rosita. Su interpretación enérgica de "Cuanto Le Gusta" hace con que vale la pena ver la película.